# شالر هاليمون
شالر هاليمون (بالإنجليزية: Shaler Halimon)‏ مواليد 30 مارس 1945 في تامبا، هو لاعب كرة سلة أمريكي سابق. بدأ مسيرته الاحترافية في سنة 1968. تم اختياره من قبل فريق فيلادلفيا سفنتي سيكسرز خلال الدرافت. بلغ طوله 6 قدم 5 بوصة (2.0 م). اعتزل اللعب في 1973.

## المسيرة الاحترافية
لعب مع فيلادلفيا سفنتي سيكسرز في موسم 1968–1969، ثم لعب مع شيكاغو بولز من سنة 1969 إلى 1971، ثم لعب مع بورتلاند ترايل بلايزرز في موسم 1970–1971، ثم لعب مع أتلانتا هوكس في سنة 1971.

## روابط خارجية
- شالر هاليمون على موقع إن بي أي (الإنجليزية)
- شالر هاليمون على موقع سبورتس رفرنس (الإنجليزية)
- شالر هاليمون على موقع كلية كرة السلة في سبورتس رفرنس.كوم (الإنجليزية)
- شالر هاليمون على موقع ريلجم (الإنجليزية)
- شالر هاليمون على موقع بروبوليرز (الإنجليزية)